# Estefania Elena Martínez Zaragoza
Estefania Elena Martínez Zaragoza (Barcelona, 5 de novembre de 1970) és una advocada i política valenciana, diputada a les Corts Valencianes en la V i VI legislatures
És llicenciada en Dret per la Universitat de València i Tècnic en Ordenació del Territori, Urbanisme i Medi ambient per la Universitat Politècnica de València. Membre de la junta directiva regional del Partido Popular, fou escollida diputada a les eleccions a les Corts Valencianes de 1999 i 2003. Ha estat presidenta de la Comissió de Medi Ambient i vicepresidenta de la Comissió Permanent no legislativa de Drets Humans, Cooperació i Solidaritat amb el Tercer Món i de la Comissió Permanent no legislativa de la Dona i Polítiques d'Igualtat (2003-2007).